# ATP Challenger Forest Hills
Das ATP Challenger Forest Hills (offiziell: West Side Tennis Club Clay Court Challenger) war ein Tennisturnier, das von 2003 bis 2007 jährlich in Forest Hills, einem Stadtteil von Queens in New York City, stattfand. Es gehörte zur ATP Challenger Tour und wurde im Freien auf Sand gespielt. Kein Spieler konnte das Turnier mehrfach gewinnen.

## Liste der Sieger

### Einzel
| Jahr | Sieger            | Finalgegner     | Ergebnis         |
| ---- | ----------------- | --------------- | ---------------- |
| 2007 | Paul Goldstein    | Adrián García   | kampflos         |
| 2006 | Robert Kendrick   | Cecil Mamiit    | 6:2, 6:2         |
| 2005 | James Blake       | Dušan Vemić     | 6:3, 6:4         |
| 2004 | Juan Pablo Guzmán | Edgardo Massa   | 7:67, 3:1 aufgg. |
| 2003 | Alex Bogomolow    | Mariano Delfino | 1:6, 6:1, 6:1    |

### Doppel
| Jahr | Sieger                           | Finalgegner                       | Ergebnis       |
| ---- | -------------------------------- | --------------------------------- | -------------- |
| 2007 | Rajeev Ram Bobby Reynolds        | Patrick Briaud Sam Warburg        | 6:3, 6:4       |
| 2006 | Chris Drake Cecil Mamiit         | Eric Butorac Mirko Pehar          | 6:4, 6:1       |
| 2005 | Nathan Healey Mark Merklein      | Jason Marshall Huntley Montgomery | 2:6, 7:65, 6:4 |
| 2004 | Jason Marshall Bruno Soares      | Michael Berrer Wang Yeu-tzuoo     | 7:65, 6:3      |
| 2003 | Justin Gimelstob Scott Humphries | Huntley Montgomery Tripp Phillips | 7:61, 3:6, 6:4 |